# Ebira
Ebira – lud afrykański zamieszkujący Nigerię, głównie stany Kogi, Nassarawa i Edo. W 2010 roku liczebność Ebira wynosiła 1,791 mln osób. Posługują się językiem ebira, z grupy języków nigero-kongijskich.